# Hahnia michaelseni
Hahnia michaelseni är en spindelart som beskrevs av Simon 1902. Hahnia michaelseni ingår i släktet Hahnia och familjen panflöjtsspindlar. Inga underarter finns listade i Catalogue of Life.